# Moidieu-Détourbe
Moidieu-Détourbe este o comună în departamentul Isère din sud-estul Franței. În 2009 avea o populație de 1.741 de locuitori.

## Evoluția populației
| An        | 1975  | 1982  | 1990  | 1999  | 2006  | 2009  |
| --------- | ----- | ----- | ----- | ----- | ----- | ----- |
| Populație | 1.245 | 1.442 | 1.607 | 1.708 | 1.733 | 1.741 |